# Rally Dakar 2015

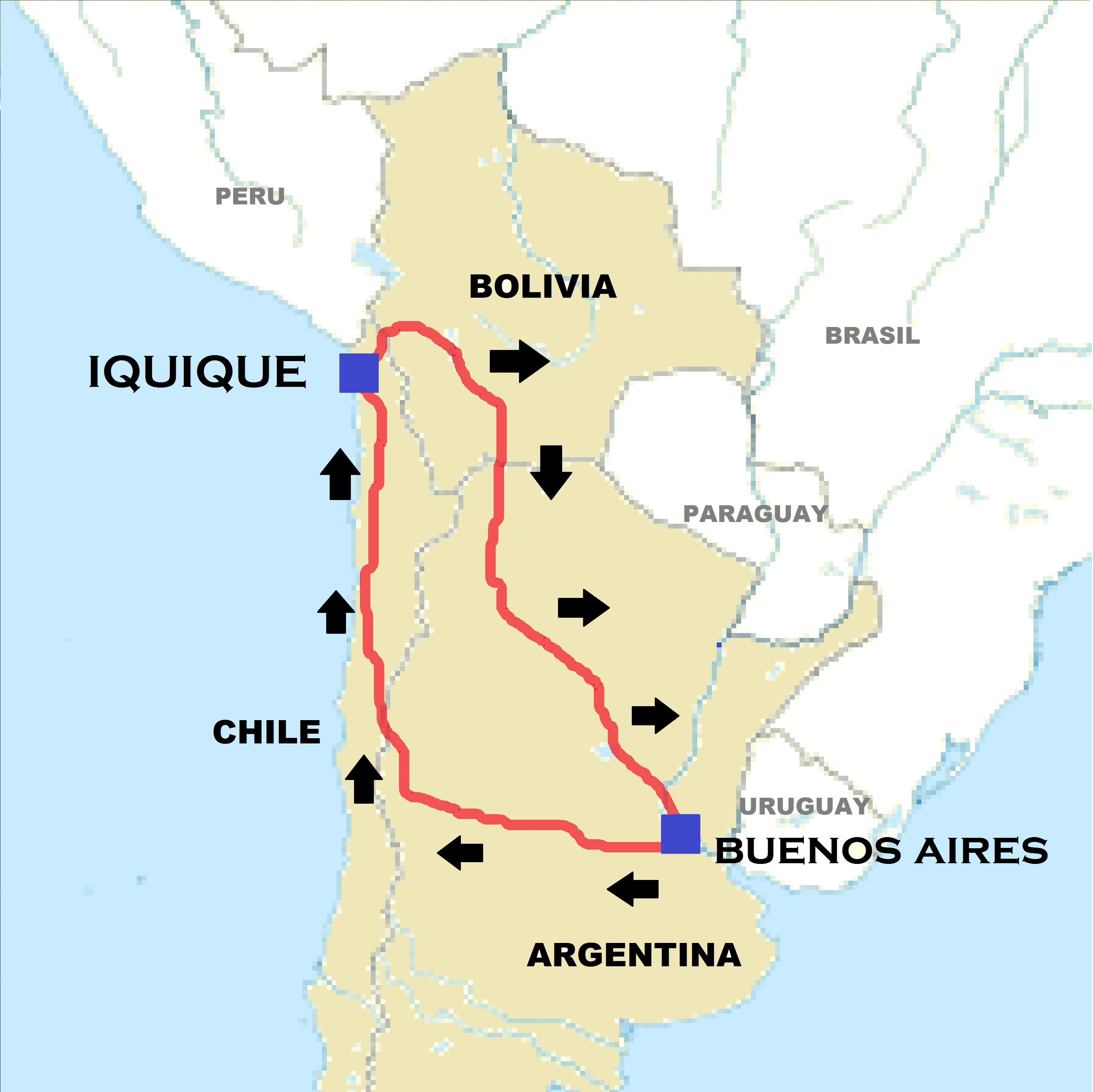
Tracciato della corsa

Il Rally Dakar 2015 è stata la 36ª edizione del Rally Dakar, con partenza e arrivo a Buenos Aires in Argentina, attraversando anche il Cile e la Bolivia; è stata la 7ª edizione consecutiva disputata in Sudamerica.
La corsa è stata funestata dalla morte del motociclista polacco Michal Hernik, ritrovato morto durante la terza tappa..
Nella categoria riservata alle moto si riconferma trionfatore lo spagnolo Marc Coma, al secondo successo consecutivo, portando a cinque le sue vittorie della manifestazione. Nelle auto il titolo va al qatariota Nasser Al-Atiyah, che conquista il suo secondo successo dopo quello dell'edizione del 2011. Primo successo nella categoria camion per il russo Airat Mardeev e per il polacco Rafał Sonik nei quad.

## Tappe
| Tappa | Data                                                  | Partenza               | Arrivo                 | Moto | Moto | Moto           | Quad        | Auto | Auto | Auto          | Camion | Camion | Camion      |
| Tappa | Data                                                  | Partenza               | Arrivo                 | Rd   | SS   | Vincitore      | Vincitore   | Rd   | SS   | Vincitore     | Rd     | SS     | Vincitore   |
| ----- | ----------------------------------------------------- | ---------------------- | ---------------------- | ---- | ---- | -------------- | ----------- | ---- | ---- | ------------- | ------ | ------ | ----------- |
| 1     | 4 gennaio                                             | Buenos Aires           | Villa Carlos Paz       | 663  | 175  | S. Sunderland  | I. Casale   | 663  | 170  | O. Terranova  | 663    | 175    | H. Stacey   |
| 2     | 5 gennaio                                             | Villa Carlos Paz       | San Juan               | 107  | 518  | J. Barreda     | I. Casale   | 107  | 518  | N. Al-Attiyah | 315    | 331    | E. Nikolaev |
| 3     | 6 gennaio                                             | San Juan               | Chilecito              | 437  | 220  | M. Walkner     | L. Bonetto  | 258  | 284  | O. Terranova  | 258    | 284    | A. Mardeev  |
| 4     | 7 gennaio                                             | Chilecito              | Copiapo                | 594  | 315  | J. Barreda     | R. Sonik    | 594  | 315  | N. Al-Attiyah | 594    | 174    | E. Nikolaev |
| 5     | 8 gennaio                                             | Copiapo                | Antofagasta            | 239  | 458  | M. Coma        | R. Sonik    | 239  | 458  | V. Vasilyev   | 239    | 458    | E. Nikolaev |
| 6     | 9 gennaio                                             | Antofagasta            | Iquique                | 369  | 319  | H. Rodrigues   | I. Casale   | 392  | 255  | N. Al-Attiyah | 370    | 255    | E. Nikolaev |
| 7     | 10 gennaio (auto & camion) 11 gennaio (bikes & quads) | Iquique                | Uyuni Atacama (camion) | 396  | 321  | P. Gonçalves   | N. Sanabria | 396  | 321  | O. Terranova  | 101    | 335    | A. Loprais  |
| 8     | 11 gennaio (auto & camion) 12 gennaio (moto & quad)   | Uyuni Atacama (camion) | Iquique                | 24   | 781  | P. Quintanilla | J. González | 24   | 781  | Y. Al-Rajhi   | 0      | 271    | E. Nikolaev |
| 9     | 13 gennaio                                            | Iquique                | Calama                 | 88   | 451  | H. Rodrigues   | V. Gallegos | 88   | 451  | N. Roma       | 88     | 451    | A. Mardeev  |
| 10    | 14 gennaio                                            | Calama                 | Salta                  | 520  | 371  | J. Barreda     | N. Sanabria | 501  | 359  | N. Al-Attiyah | 501    | 359    | E. Nikolaev |
| 11    | 15 gennaio                                            | Salta                  | Termas de Río Hondo    | 161  | 351  | I. Jakeš       | C. Declerck | 326  | 194  | N. Al-Attiyah | 326    | 194    | H. Stacey   |
| 12    | 16 gennaio                                            | Termas de Río Hondo    | Rosario                | 726  | 298  | T. Price       | C. Declerck | 726  | 298  | O. Terranova  | 726    | 298    | H. Stacey   |
| 13    | 17 gennaio                                            | Rosario                | Buenos Aires           | 219  | 174  | I. Jakeš       | W. Saaijman | 219  | 174  | R. Gordon     | 219    | 174    | H. Stacey   |

## Classifiche finali

### Auto
| Pos | No. | Pilota              | Copilota            | Auto       | Team                       | Tempo    | Gap      |
| --- | --- | ------------------- | ------------------- | ---------- | -------------------------- | -------- | -------- |
| 1   | 301 | Nasser Al-Attiyah   | Matthieu Baumel     | Mini       | Qatar Raid Team            | 40:32:25 |          |
| 2   | 303 | Giniel de Villiers  | Dirk von Zitzewitz  | Toyota     | Imperial Toyota            | 41:07:59 | +35:54   |
| 3   | 307 | Krzysztof Hołowczyc | Xavier Panseri      | Mini       | Monster Energy X-Raid Team | 42:04:26 | +1:32:01 |
| 4   | 314 | Erik van Loon       | Wouter Rosegaar     | Mini       | XDakar                     | 43:34:17 | +3:01:52 |
| 5   | 310 | Vladimir Vasilyev   | Konstantin Zhiltsov | Mini       | G-Energy Team              | 43:45:06 | +3:12:41 |
| 6   | 309 | Christian Lavieille | Pascal Maimon       | Toyota     | Overdrive                  | 43:48:23 | +3:15:58 |
| 7   | 315 | Bernhard ten Brinke | Tom Colsoul         | Toyota     | Overdrive                  | 44:14:27 | +3:42:02 |
| 8   | 306 | Carlos Sousa        | Paulo Fiuza         | Mitsubishi | Mitsubishi Petrobras       | 44:17:24 | +3:44:59 |
| 9   | 329 | Aidyn Rakhimbayev   | Anton Nikolaev      | Mini       | Astana Dakar Team          | 44:41:09 | +4:08:44 |
| 10  | 320 | Ronan Chabot        | Gilles Pillot       | SMG        | Toys Motors-SMG            | 45:15:01 | +4:42:36 |

### Moto
| Pos | No. | Pilota            | Moto   | Team                        | Tempo    | Gap      |
| --- | --- | ----------------- | ------ | --------------------------- | -------- | -------- |
| 1   | 1   | Marc Coma         | KTM    | Red Bull KTM Factory Racing | 46:03:49 |          |
| 2   | 7   | Paulo Gonçalves   | Honda  | HRC Rally                   | 46:20:42 | +16:53   |
| 3   | 26  | Toby Price        | KTM    | KTM Rally Factory Team      | 46:27:03 | +23:14   |
| 4   | 31  | Pablo Quintanilla | KTM    | Transportes Artisa          | 46:42:27 | +38:38   |
| 5   | 18  | Štefan Svitko     | KTM    | Slovnaft Team               | 46:48:06 | +44:17   |
| 6   | 11  | Ruben Faria       | KTM    | Red Bull KTM Factory Racing | 48:01:39 | +1:57:50 |
| 7   | 9   | David Casteu      | KTM    | Team Casteu                 | 48:04:03 | +2:00:14 |
| 8   | 21  | Ivan Jakeš        | KTM    | Jakes Dakar Team            | 48:22:07 | +2:18:18 |
| 9   | 29  | Laia Sanz         | Honda  | Honda Rally                 | 48:28:10 | +2:24:21 |
| 10  | 3   | Olivier Pain      | Yamaha | Yamaha Factory Racing       | 49:12:58 | +3:09:09 |

### Quad
| Pos | No. | Pilota              | Quad   | Tempo    | Gap       |
| --- | --- | ------------------- | ------ | -------- | --------- |
| 1   | 251 | Rafał Sonik         | Yamaha | 57:18:39 |           |
| 2   | 261 | Jeremías González   | Yamaha | 60:13:29 | +2:54:50  |
| 3   | 283 | Walter Nosiglia     | Honda  | 61:01:35 | +3:42:56  |
| 4   | 256 | Nelson Sanabria     | Yamaha | 61:28:36 | +4:09:57  |
| 5   | 260 | Christophe Declerck | Yamaha | 63:07:19 | +5:48:40  |
| 6   | 270 | Daniel Domaszewski  | Honda  | 65:54:49 | +8:36:10  |
| 7   | 257 | Sebastian Palma     | Can-Am | 67:48:53 | +10:30:14 |
| 8   | 265 | Santiago Hansen     | Honda  | 70:43:09 | +13:24:30 |
| 9   | 286 | Willem Saaijman     | Yamaha | 70:47:17 | +13:28:38 |
| 10  | 295 | André Suguita       | Can-Am | 79:39:53 | +22:21:14 |

### Camion
| Pos | No. | Pilota               | Copilota                              | Camion | Team                        | Tempo    | Gap      |
| --- | --- | -------------------- | ------------------------------------- | ------ | --------------------------- | -------- | -------- |
| 1   | 507 | Ayrat Mardeev        | Aydar Belyaev Dmitriy Svistunov       | Kamaz  | Kamaz-Master                | 42:22:01 |          |
| 2   | 502 | Eduard Nikolaev      | Evgeny Yakovlev Ruslan Akhmadeev      | Kamaz  | Kamaz-Master                | 42:35:53 | +13:52   |
| 3   | 500 | Andrey Karginov      | Andrey Mokeev Igor Leonov             | Kamaz  | Kamaz-Master                | 43:13:01 | +51:00   |
| 4   | 503 | Aleš Loprais         | Ferran Alcayna Jan van der Vaet       | MAN    | Eurol/Veka MAN Rally Team   | 44:18:38 | +1:56:37 |
| 5   | 520 | Dmitry Sotnikov      | Igor Devyatkin Andrey Aferin          | Kamaz  | Kamaz-Master                | 44:46:33 | +2:24:32 |
| 6   | 504 | Hans Stacey          | Serge Bruynkens Bernard der Kinderen  | Iveco  | Petronas Team De Rooy Iveco | 44:51:30 | +2:29:29 |
| 7   | 506 | Martin Kolomý        | David Kilián René Kilián              | Tatra  | Tatra Buggyra Racing        | 46:29:30 | +4:07:29 |
| 8   | 508 | Marcel van Vliet     | Marcel Pronk Artur Klein              | MAN    | Eurol/Veka MAN Rally Team   | 46:41:42 | +4:19:41 |
| 9   | 501 | Gérard de Rooy       | Darek Rodewald Jurgen Damen           | Iveco  | Petronas Team De Rooy Iveco | 49:30:42 | +7:08:41 |
| 10  | 535 | Aleksandr Vasilevski | Valery Kazlouski Anton Zaparoshchanka | MAZ    | MAZ                         | 49:31:00 | +7:08:59 |